# Melinda Deines
Melinda Deines (* in Edmonton, Alberta) ist eine kanadische Schauspielerin.

## Leben und Karriere
Deines wuchs auf Vancouver Island, British Columbia auf. Bereits als Jugendliche spielte sie erste Rollen in einer Jugendtheater-Gruppe, mit der sie bei lokalen Veranstaltungen auftrat. Außerdem schrieb und bearbeitete sie Theaterstücke für ihre Theatergruppe. Mit 16 Jahren spielte sie die Viola in Twelfth Night von William Shakespeare, was in ihr den Wunsch weckte, Schauspielerin zu werden. Sie zog später nach Toronto. Dort besuchte sie die Ryerson Theatre School, die sie mit einem Schauspieldiplom abschloss. 
Zwei Spielzeiten war Deines am Stratford Festival Theatre engagiert. Sie trat dort unter anderem in den Stücken A Midsummer Night's Dream von William Shakespeare und The Night of the Iguana von Tennessee Williams auf. Außerdem übernahm sie Rollen in Bühnenfassungen der Romane Pride and Prejudice von Jane Austen und The Prime Of Miss Jean Brodie von Muriel Spark. Am Glen Morris Studio spielte sie in Seaside Dive.
Sie begann 1995 ihre Fernsehkarriere mit zwei Auftritten in der Serie Nancy Drew. Im folgenden Jahr wirkte sie in einer Episode der TV-Serie Wind at My Back mit. 1997 war sie in drei Episoden von Fast Track zu sehen. 
Besondere Bekanntheit erlangte Deines durch ihre Mitwirkung in der Fernsehserie Mission Erde – Sie sind unter uns
. Sie spielte dort ab 2000 in 44 Episoden die Rolle der Juliet Street bis zum Ende der Serie 2002 mit. Im selben Jahr war sie in einer Episode von Mutant X in einer Gastrolle zu sehen. 2003 hatte sie eine Gastrolle in der Serie Sue Thomas: F.B.Eye. Ein Jahr später wirkte sie in Kevin Hall mit. 2005 war sie im Fernseh-Film Widow on the Hill in der Rolle der Monica Cavanaugh zu sehen. In der Krimiserie The Border wirkte sie 2008 mit. Im selben Jahr spielte sie in dem Fernseh-Film Bridal Fever mit.
Deines ist auch als Tänzerin, klassische Tanzlehrerin und Flamencolehrerin aktiv. In ihrem selbst choreografierten Stück, Clytemnestra's Slaughterhouse, setzte sie Flamenco-Musik, Live-Musik und Texte ein. Im September 2006 hielt sie einen zweiwöchigen Workshop mit Unterstützung von Cahoots Theatre Projects und dem Ontario Arts Council.

## Filmografie
- 1995: Nancy Drew
- 1996: Wind at My Back
- 1997: Fast Track
- 2000 bis 2002: Mission Erde – Sie sind unter uns (Earth: Final Conflict, Fernsehserie, 43 Folgen)
- 2002: Mutant X (Fernsehserie, 1 Folge)
- 2003: Sue Thomas: F.B.I. (Sue Thomas: F.B.Eye, Fernsehserie, 1 Folge)
- 2004: Kevin Hill
- 2005: Im Bann der schwarzen Witwe (Widow on the Hill)
- 2008: The Border
- 2008: Bridal Fever
- 2012: Haven (Fernsehserie, 1 Folge)
- 2016: Good Witch (Fernsehserie, 2 Folgen)